# Friedatunnel
Der Friedatunnel (wegen der geographischen Lage auch Dachsbergtunnel bzw. Schwebdaer Tunnel genannt) ist ein an der ehemaligen Trasse der Kanonenbahn im Abschnitt Leinefelde–Treysa gelegener, stillgelegter und zugeschütteter Eisenbahntunnel im Werra-Meißner-Kreis (östliches Hessen, Deutschland).

## Geographie

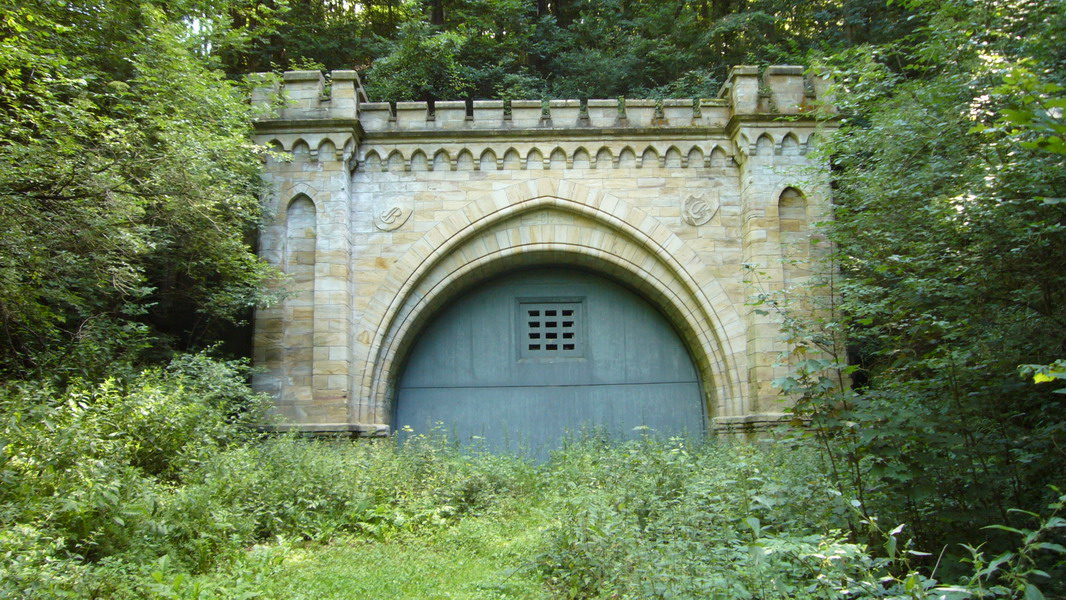
Westportal des Friedatunnels (2006)

Der Tunnel wurde etwa vier Kilometer nordöstlich von Eschwege zwischen Meinhard-Schwebda und Geismar-Großtöpfer errichtet.
Er führt nur etwa 250 m nördlich vom Schloss Wolfsbrunnen zwischen dem Großen Dachsberg (364 m ü. NN) im Norden und dem Kahlenberg (274 m) im Süden durch den über dem Tunnel genau 322 m hohen, leicht nach Norden hin ansteigenden Bergkamm, der die beiden Berge miteinander verbindet.
Zu erreichen ist das Westportal des Friedatunnels über die B 249 und die in Schwebda zum Schloss Wolfsbrunnen abzweigende Kreisstraße K 11; vom Schloss läuft man nordwärts zum Tunnel. Zu seinem Ostportal gelangt man von der im Tal der Frieda (ein rechter Zufluss der Werra) verlaufenden bzw. Geismar-Großtöpfer und Meinhard-Frieda verbindenden Landesstraße L 3467 in Richtung Westen laufend.

## Tunnelbeschreibung
Das für zweigleisigen Eisenbahnverkehr ausgelegte Bauwerk – unterschiedlichen Angaben zufolge 1.040 bis 1.066 m lang – befindet sich am 45,91 km langen, ehemaligen Trassenabschnitt Leinefelde–Eschwege der Kanonenbahn, einer strategischen Bahnlinie zwischen Berlin und Metz, auf der Güter (insbesondere Militärgut) und Personen befördert wurden. Dies geschah bezüglich des Friedatunnels vom 15. Mai 1880 bis 3. April 1945, als kurz vor dem Ende des Zweiten Weltkrieges das direkt östlich des Tunnels stehende, 98,7 m lange Friedaviadukt beim Rückzug der Wehrmacht gesprengt und wegen der Lage an der Innerdeutschen Grenze nicht mehr aufgebaut, sondern seine Trümmer in den 1970er Jahren abgetragen wurden.
Das Ostportal des Friedatunnels, das sich zwischen Geismar-Großtöpfer und Meinhard-Frieda oberhalb bzw. westlich des Unterlaufs der Frieda auf etwa 215 m Höhe befindet, wurde in einem an die Romanik angelehnten Stil ausgeführt. Mit einem zusätzlichen, den eigentlichen Tunnelmund zierenden Spitzbogen ausgestattet, befinden sich unmittelbar an der Portalwand links ein kleiner Turmerker und rechts ein hoher Turm, die jeweils kreisrund gemauert sind und über seine Oberkante aufragen.
Am Westportal, das sich nur etwa 250 m nördlich vom Schloss Wolfsbrunnen oberhalb des Kellaer Baches (auch ein rechter Zufluss der Werra) bei rund 205 m Höhe befindet und ohne Turmbauten in einem an die Gotik angelehnten Stil ausgeführt wurde, sind links bzw. rechts oberhalb der Wölbung die Buchstaben „B“ und „C“ (für Berlin-Coblenzer-Eisenbahn) zu erkennen.

## Geschichte
1929 kam es in Folge eines Wassereinbruches zu einem Tunneleinsturz. Ein Jahr später verunglückte ein Bahnpolizeibeamter auf einem Kontrollgang im Tunnel tödlich. Von 1939 bis 1945 war ein Gleis der ehemaligen Kanonenbahn im Tunnel bis zum Bahnhof Schwebda als Luftschutzvorrichtung gesperrt. Der Tunnel war am Kriegsende auch der Standort für den Sonderzug des Reichsbahnchefs Julius Dorpmüller, da sich im nahen Kellaer Tal ein Teil der ausgelagerten Reichsbahnverwaltung befand.
Nach der Stilllegung befand sich hier von 1947 bis 1983 eine Klimakammer der Versuchsanstalt für Wärmetechnik des Zentralamtes der Deutschen Bundesbahn in Minden, in der Feuchtigkeits- und Temperaturmessungen in Kühl- und Reisezugwaggons durchgeführt wurden. Nach deren Schließung wurde der baufällige Tunnel zwischen 1984 und 1988 schrittweise mit Erdmaterial des ehemals vom Westportal bis zum Bahnhof in Schwebda verlaufenden Bahndammes, der ursprünglich aus dem Tunnel-Abraum errichtet und nun teilweise abgetragen wurde, zugeschüttet. Auch die Brücke über den Kellaer Bach wurde demontiert.
Anschließend wurden die Tunnelöffnungen durch dunkelgrau gestrichene Betonwände verschlossen. In ihnen befinden sich je 12 kleine Belüftungsöffnungen und eine Entwässerungsöffnung, aber keine Türen für Wartungszwecke.